# Vlk ostrovní
Vlk ostrovní (latinsky Canis lupus hattai, anglicky Hokkaido wolf), také známý jako vlk Ezo a v Rusku jako sachalinský vlk, je zaniklý poddruh vlka obecného (Canis lupus), který kdysi obýval pobřeží severovýchodní Asie. Jeho nejbližší příbuzní byli spíše vlci Severní Ameriky než Asie. Poslední jedinci byli vyhubeni na ostrově Hokkaidó během reforem Meidži, kdy se začaly používat strychninové návnady k zabíjení dravců ohrožujících dobytek.

## Taxonomie a původ
V roce 1890 byly v britském muzeu porovnány lebky vlků japonských (Canis lupus hodophilax) a vlků ostrovních. Vzorky byly zřetelně odlišné a bylo z nich patrné, že se jedná o dva různé poddruhy. Později dospěli průzkumníci na Kurilských ostrovech Iturup a Kunashir k přesvědčení, že vlci, které tam viděli, patřili k japonskému poddruhu. Poslední jedinec zemřel roku 1889 na ostrově Hokkaidó. V roce 1913 Hatta Suburō navrhl, že vlk může být příbuzný vlku mongolskému (Canis lupus chanco), ale neexistovaly žádné živé exempláře, aby provedl další analýzu. V roce 1931 popsal Kishida Kyukishi lebku z vlka zabitého v roce 1881 a prohlásil, že je to zřetelně samostatný poddruh. V roce 1935 přezkoumal Pocock jeden z exemplářů v britském muzeu, který byl získán v roce 1886, a nazval jej Canis lupus rex kvůli jeho velkým rozměrům.
Analýza jeho mitochondriální DNA ukázala, že je totožná se vzorky vlků obecných z Kanady, Aljašky a USA, což naznačuje, že předek vlka Ezo byl geneticky příbuzný s předkem severoamerických vlků. Posledního společného předka měli pravděpodobně před 3 100 lety a odhaduje se, že vlk Ezo se začal od severoamerických vlků odlišovat před 9 300 lety. Tyto odhady naznačují, že vlci Ezo kolonizovali Japonsko intenzivněji než japonští vlci z asijského kontinentu v posledním ledovcovém období. Do Japonska tito vlci dorazili pravděpodobně před 14 000 lety.
Analýza stabilních izotopů měří množství různých izotopů stejného prvku obsaženého ve vzorku. Když se provede na kostře vyhynulého vzorku, informuje vědce o stravě exempláře. V roce 2017 byly vzorky několika jedinců vlka Ezo podrobeny radiouhlíkovému datování a izotopové analýze kostního kolagenu. Radiouhlíkové datování potvrdilo, že vlci pocházeli z různých časových období spadajících až 4 000 let před současnost. Izotopová analýza ukázala, že stravovací návyky těchto vlků byly podobné modernímu „pobřežnímu“ vlku Britské Kolumbie, přičemž obě populace byly závislé jak na mořské, tak na suchozemské kořisti.

## Rozšíření
Ezo je japonské slovo, které znamená „cizinec“, a odkazuje na historickou zemi Ainu, kterou Japonci nazývali Ezo-chi. Areálem rozšíření vlka Ezo byly ostrovy Hokkaido a Sachalin, ostrovy Iturup a Kunashir východně od Hokkaido v souostroví Kuril a poloostrov Kamčatka. Poslední kus zahynul na ostrově Hokkaido v roce 1889. Bylo hlášeno, že přežil na ostrově Sachalin a snad i na Kurilských ostrovech v roce 1945, nicméně podle sovětského zoologa Vladimíra Heptnera byli na Sachalinu na začátku 20. století spatřeny exempláře sibiřských lesních vlků, kteří občas přes úžinu Nevelskoj přejdou na ostrov a neustále se tam usazují. Informace o přítomnosti zvířete na Kurilských ostrovech jsou často protichůdné nebo chybné. Průzkum provedený v polovině šedesátých let nenalezl vlka na žádném z ostrovů Kuril, ale našel mnoho divokých psů.

## Popis
Studie morfologie vlků Ezo ukázala, že měli podobnou velikost jako vlk obecný v Asii a Severní Americe. V kohoutku měl 70–80 cm. Sovětský zoolog Vladimír Heptner napsal, že vlci (zařazení pod názvem Canis lupus Altaicus) z Kamčatky (u které se předpokládá, že ji oblast Canis lupus Hattai zahrnuje) jsou stejně velcí jako Canis lupus, se světle šedou srstí s tmavými ochrannými chlupy na zádech.

## Historie

### V kultuře Ainů
Ainuové uctívali vlka jako božstvo Horkew Kamuy („říkat bůh“). Vlci byli obětováni při obřadech a některé komunity Ainuů, jako například v Tokaši a Hidace, měly původní mýty, které odvozovaly původ národa Ainu ze spojení bílého vlka s bohyní. Lovci Ainu nechávali vlkům část své kořisti a věřilo se, že lovci mohou sdílet smrt s vlky, pokud jim zdvořile vyčistí hrdlo. Kvůli zvláštnímu stavu vlka v kultuře Ainu bylo lovcům zakázáno zabíjet vlky šípy, jedovatými nebo střelnými zbraněmi. Ainuové nerozlišovali vlky od svých domácích psů a snažil se podporovat rysy vlků u svých psů tím, že dovolovali psům volně se procházet v oblastech obývaných vlky, aby vytvořili hybridní potomky.

### Zánik na ostrově Hokkaido
S nástupem reforem Meidži v roce 1868 císař Meidži oficiálně ukončil dlouhodobý izolacionismus Japonska prostřednictvím charty přísahy a snažil se modernizovat japonské zemědělství tím, že nahradí svou závislost na pěstování rýže americkém stylem hospodaření. Ohajský farmář Edwin Dun byl najat jako vědecký poradce v roce 1873 a začal rozvíjet hospodaření na státních experimentálních farmách. Vzhledem k tomu, že rozšíření vlků předcházelo šíření koní na jihovýchodním Hokkaidu a údajně způsobovalo těžkosti lovcům jelenů z národa Ainů, vláda Meidži vyhlásila vlky za „škodlivé živočichy“ a svěřila Dunovi dohled nad vyhubením zvířat. Dun začal svou práci na ranči Niikappu masovou otravou vlků, zahrnující použití strychninových návnad.